# Autobots
De Autobots zijn een fictief ras van robots die behoren tot de Transformers. Ze zijn een van de twee bekendste groepen uit de Transformers-lijn van speelgoed, strips en tekenfilms. Hierin vertolken ze altijd de rol van de helden. Leider van de autobots (in de meeste Transformer-universums) is Optimus Prime. De Autobots hebben een constante oorlog met de Decepticons.

## Creatie
De Autobots zijn net als de andere Transformers afgeleid van de Japanse speelgoedserie Diaclone. Toen het Amerikaanse bedrijf Hasbro deze speelgoedserie importeerde naar Amerika, werd de naam veranderd in Transformers en werden de modellen onderverdeeld in twee groepen.
Hasbro bracht aanvankelijk 18 Autobotmodellen uit die direct waren overgenomen van Diaclone, maar begon al snel zijn eigen versies te maken.

## Fictieve geschiedenis
De Autobots komen van de planeet Cybertron, waar ze al eeuwen in oorlog zijn met de Decepticons. Autobots zijn enorme robots, een meter of 8 hoog. Ze hebben de mogelijkheid zich te camoufleren als doorsneevoertuigen door deze te scannen.
De oorsprong van de Autobots verschilt per incarnatie. In de strips van Marvel Comics zouden ze zijn gemaakt door Primus, de Transformergod. In de originele televisieserie zijn ze gemaakt door de Quintessons. In deze serie kwamen ze miljoenen jaren terug in een ark naar de Aarde. In de Unicron Trilogie was Primus ook hun schepper.

## Lijst van bekende Autobots
| - Air Raid - Arcee - Beachcomber - Blades - Blaster - Bluestreak - Blurr - Bulkhead - Bumblebee - Cliffjumper - Cosmos - Eject - Fireflight - First Aid - Grapple - Grimlock - Groove - Heist - Hoist - Hot Shot - Hotspot - Hound - Hubcap - Inferno - Ironhide | - Jazz - Jetfire/Skyfire - Kup - Landmine - Megatron - Metroplex - Mirage - Omega Supreme - Optimus Prime - Outback - Overhaul - Override - Perceptor - Pipes - Powerglide - Prowl - Ramhorn - Ratchet - Red Alert - Rewind - Rodimus Prime - Scattorshot - Seaspray - Sideswipe - Silverbolt | - Sky Dive - Sky Linx - Slag - Slingshot - Sludge - Smokescreen - Snarl - Springer - Steeljaw - Streetwise - Sunstreaker - Swerve - Swoop - Tailgate - Tracks - Trailbreaker - Ultra Magnus - Vector Prime - Warpath - Wheelie - Wheeljack - Windcharger |